# Makino Narisada
Makino Narisada est un nom japonais traditionnel ; le nom de famille (ou le nom d'école), Makino, précède donc le prénom (ou le nom d'artiste).
Makino Narisada (牧野 成貞, 1634-8 juillet 1712) est un daimyo du milieu de l'époque d'Edo qui dirige le domaine de Sekiyado. D'origine relativement humble, il est d'abord karō du domaine de Tatebayashi, avant de suivre son seigneur Tokugawa Tsunayoshi à Edo après que celui-ci est choisi comme 5e shogun. Il le sert alors comme assistant personnel dans le shogunat Tokugawa.
Narisada devient daimyo en 1680 lorsqu'il reçoit des possessions dispersées dans la province de Hitachi d'une valeur de 13 000 koku. Ses revenus sont ensuite augmentés à 20 000 koku, avant qu'il soit transféré au domaine de Sekiyado d'une valeur de 53 000 koku. Avec l'ajout d'autres possessions, ses revenus augmentent encore à 73 000 koku.

## Source de la traduction
- (en) Cet article est partiellement ou en totalité issu de l’article de Wikipédia en anglais intitulé « Makino Narisada » (voir la liste des auteurs).